# Csurapcsai járás

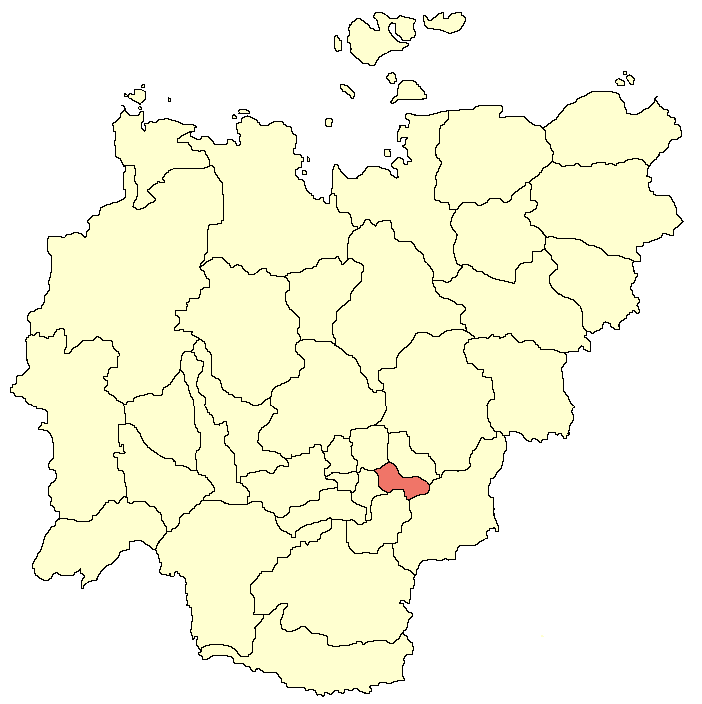
A Csurapcsai járás Jakutföldön

A Csurapcsai járás (oroszul Чурапчинский улус, jakut nyelven Чурапчы улууhа) Oroszország egyik járása Jakutföldön. Székhelye Csurapcsa.

## Népesség
- 1989-ben 18 516 lakosa volt, melynek 97%-a jakut, 1,5%-a orosz, 0,4%-a evenk, 0,3%-a even.
- 2002-ben 19 466 lakosa volt.
- 2010-ben 20 387 lakosa volt, melyből 19 970 jakut, 117 evenk, 75 even, 74 orosz stb.